# Herrljunga (plaats)
Herrljunga is de hoofdplaats van de gemeente Herrljunga in het landschap Västergötland en de provincie Västra Götalands län in Zweden. De plaats heeft 3746 inwoners (2005) en een oppervlakte van 372 hectare.

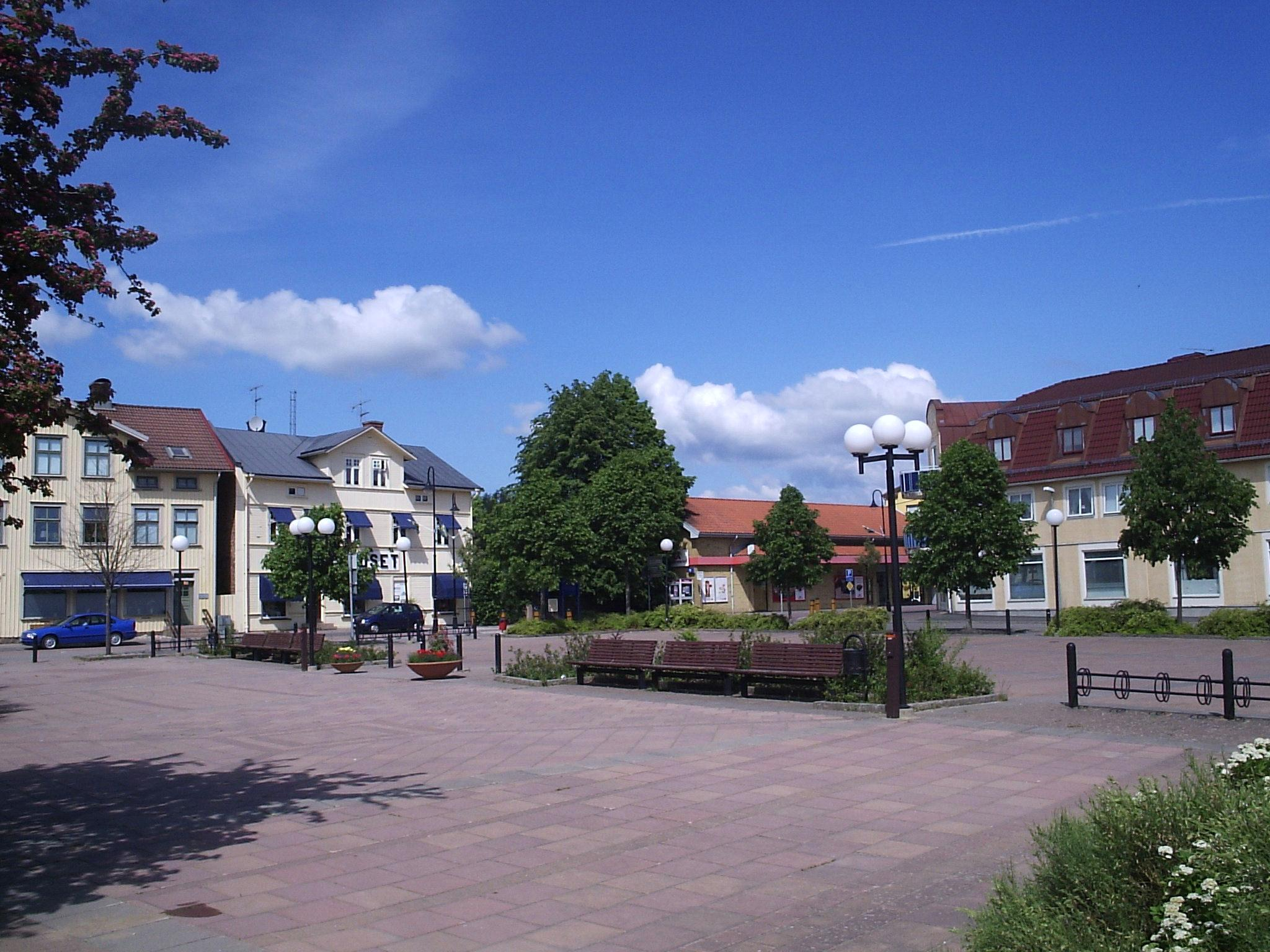
Centrum
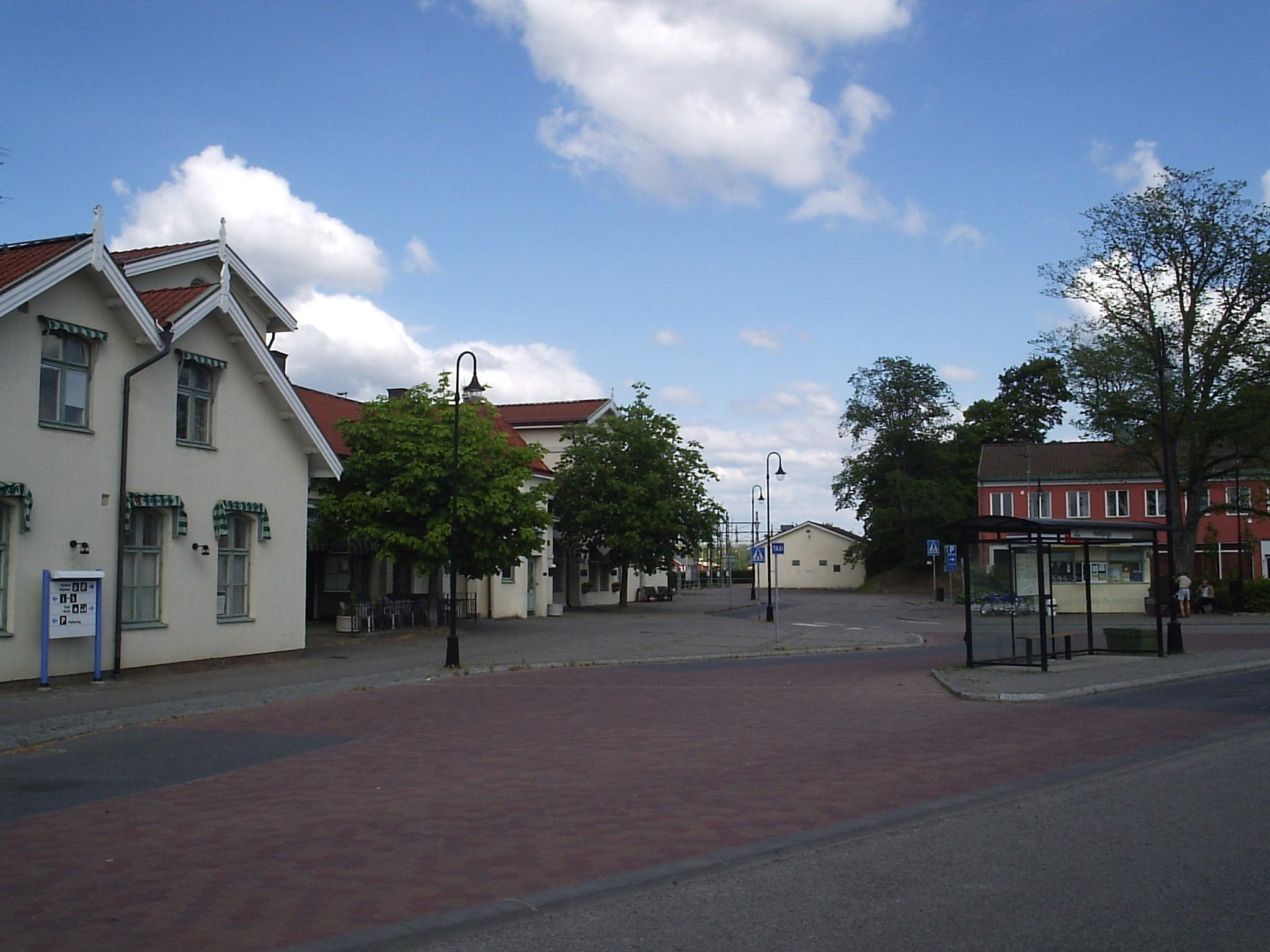
Järnvägsplatsen
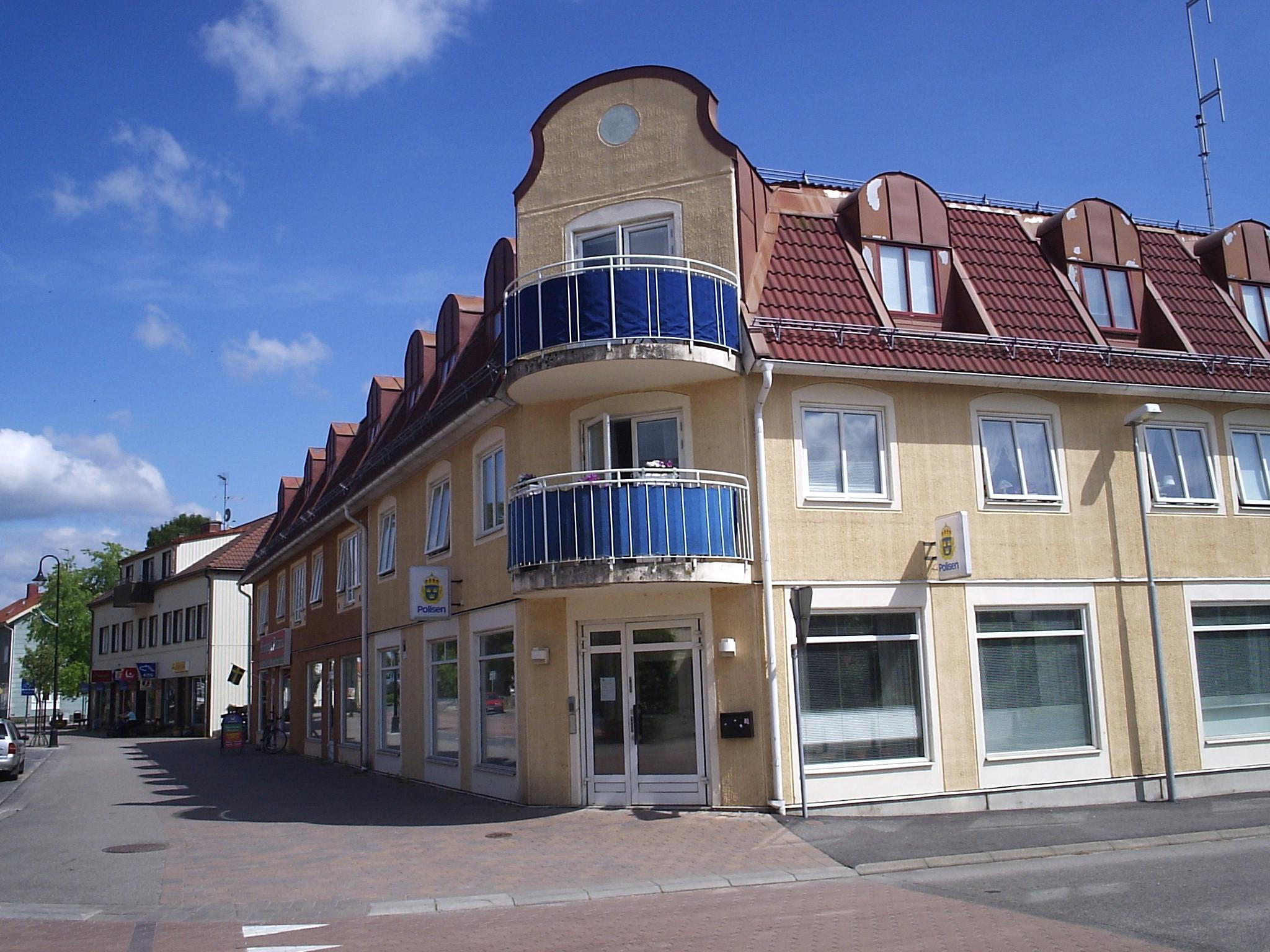
Politiebureau
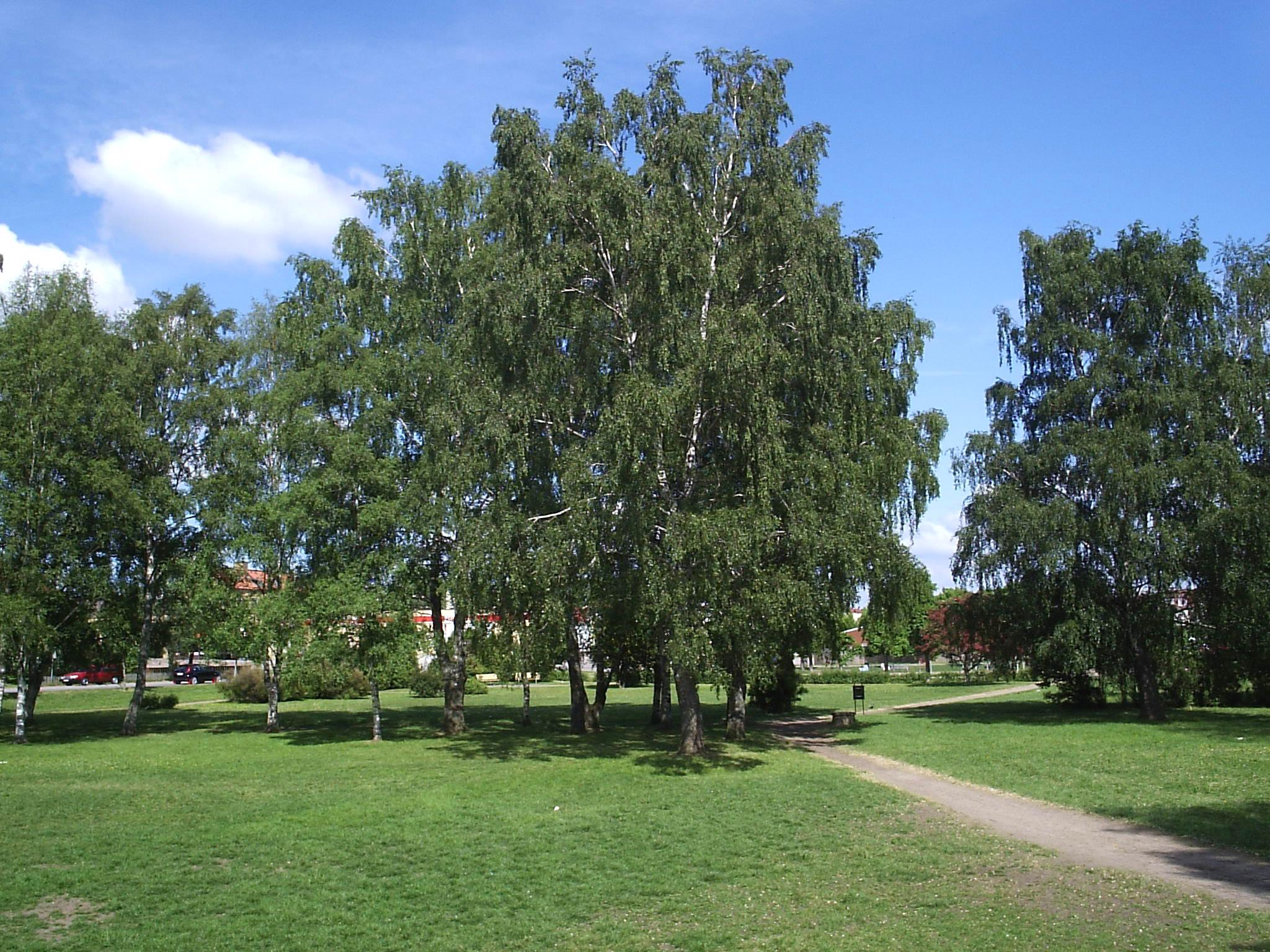
Stadspark

## Verkeer en vervoer
Bij de plaats lopen de Länsväg 181 en Länsväg 183.
De plaats heeft een station aan de spoorlijnen Stockholm - Göteborg, Göteborg - Gårdsjö / Gullspång, Uddevalla - Vänersborg - Herrljunga, Borås - Herrljunga en Uddevalla - Borås.